# مسلم لیگ پاکستان
مسلم لیگ پاکستان (اردو: Nastaliq) نام احزاب متعددی در پاکستان است که از دهه ۱۹۶۰ بر سیاست دست راستی این کشور سیطره داشته‌اند. اولین مسلم لیگ پاکستان را رئیس جمهور ایوب خان در سال ۱۹۶۲ به عنوان خلف مسلم لیگ اصلی که جنبش پاکستان را رهبری کرد تأسیس کرد. این حزب کوتاه مدتی پس از بنیادش به دو جناح تقسیم شد: مسلم لیگ کنونشنل که حامی رئیس جمهور و قانون اساسی جدید بود و مسلم لیگ شورایی که مخالف قانون اساسی بود و آن را غیردمکراتیک می‌دانست. پس از استعفای ایوب نورالامین از سیاستمداران کهنه‌کار راستگرا سعی کرد دو جناح مسلم لیگ را متحد کند. تلاش او در ۱۹۷۳ نتیجه داد و مسلم لیگ فنکشنل (ف) تأسیس شد. در دوره ذوالفقار علی بوتو این گروه‌ها رو به افول گذاردند و بسیاری از اعضای آن به حزب چپ‌گرای مردم پاکستان پیوستند.